# Приозерськ (Казахстан)
Приозе́рськ (каз. Приозерск) — місто в Карагандинській області Республіки Казахстан.
Розташоване у пустелі Бетпак-Дала на західному узбережжі озера Балхаш.

## Населення
Населення — 10909 осіб (2021; 13479 у 2009, 11033 у 1999).

## Історія
Засноване 1956 р. відповідно до постанови ЦК КПРС та Ради міністрів СРСР як адміністративний центр із соціальною інфраструктурою для забезпечення роботи військового полігону Сари-Шаган, де починаючи з 1950-х років проводились випробування ракетного озброєння військ протиповітряної і протиракетної оборони СРСР.  
Будівництво тривало за важких умов силами військових будівельників, звезених з різних кутків країни. Їх завданням було у стислі терміни спорудити об’єкти полігону та міста із благоустроєм території посеред степу, що простягнувся на сотні кілометрів навколо. Серед ускладнень умов будівництва — зневоднені неродючі кам'янисті ґрунти та несприятливі погодні умови різко континентального клімату.
28 жовтня 1963 р. за пропозицією начальника полігону С. Дорохова, Приозерськ набув статусу міста. До 1990 р. у ньому діяла всесоюзна військово-наукова рада, де захистили кандидатські і докторські дисертації близько 800 науковців.
За часів існування СРСР управління містом здійснювалось керівництвом полігону, підпорядкованого безпосередньо міністерству оборони СРСР, а населення міста майже повністю складалось з військовослужбовців та членів їх родин. Через своє військове призначення місто було закритим та не позначалось на жодних мапах радянського періоду.
Після розпаду СРСР та проголошення Казахстаном незалежності Приозерськ, разом із випробувальним полігоном був переведений під юрисдикцію Казахстану, проте, за міжурядовою угодою, частина об'єктів була надана в оренду Росії терміном на 50 років для випробувань ракетного озброєння армії РФ. 
На початку 1990-х відсутність фінансування державних програм з колишнього центру змусило військове населення масово залишати місто, що призвело до його соціально-економічного занепаду. Значна частина житлового фонду була зруйнована або законсервована. Зношеність інженерного обладнання і комунікацій призводила до масштабних аварій у міських мережах тепло-, водопостачання та каналізації.
З середини 2010-х років місто поволі відроджується: створюються нові підприємства, відновлюються дороги, інженерна інфраструктура, благоустрій території.
У 2015 р. в рамках програми державно-приватного партнерства поблизу міста був споруджений лікувально-оздоровчий комплекс «Балхаш», який належить до системи Управління справами Президента Республіки Казахстан та розрахований на одночасне обслуговування 150 осіб. 

## Господарство
У місті функціонують дві державні загальноосвітні школи, школи мистецтв та спорту, міська бібліотека.
Місцева адміністрація — Акимат (мерія) міста Приозерськ.
За 15 км на захід від міста розташовується військовий аеродром.
Найближча залізнична станція — Саришаган, за 10 км на північний захід.